# Bufotes luristanicus
Espèce
Synonymes
- Bufo luristanicus Schmidt, 1952
- Pseudepidalea luristanica (Schmidt, 1952)

Statut de conservation UICN

 LC  : Préoccupation mineure
Bufotes luristanicus est une espèce d'amphibiens de la famille des Bufonidae.

## Répartition
Cette espèce est endémique des monts Zagros dans l'ouest de l'Iran. Elle se rencontre entre 750 et 1 200 m d'altitude dans les provinces de Khuzestan, de Lorestan et de Fars.

## Étymologie
Son nom d'espèce lui a été donné en référence au lieu de sa découverte, le Lorestan.

## Publication originale
- Schmidt, 1952 : Diagnosis of New Amphibians and Reptiles from Iran. Natural History Miscelanea, vol. 93, p. 1-2.